# 50 величайших игроков в истории НБА
Список 50 величайших игроков в истории НБА был составлен в 1996 году к пятидесятилетию Национальной баскетбольной ассоциации. В список вошли пятьдесят лучших игроков, выступавших в ассоциации в первые 50 лет её истории; критериями для включения были не только высокие игровые качества, но и профессионализм, лидерские способности и вклад в развитие баскетбола. Составлением списка занималась специальная комиссия из пятидесяти человек, в которую вошли 16 бывших игроков, 13 спортивных журналистов (представителей печатной прессы и телевидения) и 21 представитель клубов ассоциации: бывшие и действующие менеджеры, главные тренеры и президенты. Из последней группы семеро также являлись бывшими игроками НБА.
Список был оглашён 29 октября 1996 года в Нью-Йорке комиссаром НБА Дэвидом Стерном. Позже, на Матче всех звёзд 1997 года в Кливленде, состоялось чествование включённых в список игроков, из которых отсутствовали только трое: Пит Маравич умер в 1988 году, Шакил О'Нил был травмирован и проходил лечение, а Джерри Уэст лежал в больнице.

## Список игроков
| Игрок               | Годы в НБА                      | Клубы НБА, за которые выступал                                                                                                |
| ------------------- | ------------------------------- | --- |
| Карим Абдул-Джаббар | 1969—1989                       | Милуоки Бакс, Лос-Анджелес Лейкерс                                                                                            |
| Уэс Анселд          | 1968—1981                       | Балтимор / Кэпитал / Вашингтон Буллетс                                                                                        |
| Пол Аризин          | 1950—1962                       | Филадельфия Уорриорз |
| Нейт Арчибальд      | 1970—1984                       | Цинциннати Роялз / Канзас-Сити Кингз, Нью-Йорк Нетс, Бостон Селтикс, Милуоки Бакс                                             |
| Чарльз Баркли       | 1984—2000                       | Филадельфия Севенти Сиксерс, Финикс Санз, Хьюстон Рокетс                                                                      |
| Ларри Бёрд          | 1979—1992                       | Бостон Селтикс |
| Дэйв Бинг           | 1966—1978                       | Детройт Пистонс, Вашингтон Буллетс, Бостон Селтикс                                                                            |
| Элджин Бэйлор       | 1958—1971                       | Миннеаполис / Лос-Анджелес Лейкерс                                                                                            |
| Рик Бэрри           | 1965—1980                       | Сан-Франциско / Голден Стэйт Уорриорз, Нью-Йорк Нетс, Хьюстон Рокетс                                                          |
| Джордж Гервин       | 1974—1986                       | Сан-Антонио Спёрс, Чикаго Буллз                                                                                               |
| Хэл Грир            | 1958—1973                       | Сиракьюс Нэйшионалз / Филадельфия Севенти Сиксерс                                                                             |
| Дэйв Дебуше         | 1962—1974                       | Детройт Пистонс, Нью-Йорк Никс                                                                                                |
| Сэм Джонс           | 1957—1969                       | Бостон Селтикс |
| Мэджик Джонсон      | 1979—1992, 1996                 | Лос-Анджелес Лейкерс |
| Майкл Джордан       | 1984—1993, 1996—1998, 2001—2003 | Чикаго Буллз, Вашингтон Уизардс                                                                                               |
| Клайд Дрекслер      | 1983—1998                       | Портленд Трэйл Блэйзерс, Хьюстон Рокетс                                                                                       |
| Джулиус Ирвинг      | 1973—1987                       | Нью-Йорк Нетс, Филадельфия Севенти Сиксерс                                                                                    |
| Билли Каннингем     | 1965—1976                       | Филадельфия Севенти Сиксерс                                                                                                   |
| Боб Коузи           | 1950—1970                       | Бостон Селтикс, Цинциннати Роялз                                                                                              |
| Дейв Коуэнс         | 1970—1983                       | Бостон Селтикс, Милуоки Бакс                                                                                                  |
| Джерри Лукас        | 1963—1974                       | Цинциннати Роялз, Сан-Франциско Уорриорз, Нью-Йорк Никс                                                                       |
| Кевин Макхейл       | 1980—1993                       | Бостон Селтикс |
| Пит Маравич         | 1970—1980                       | Атланта Хокс, Нью-Орлеан / Юта Джаз, Бостон Селтикс                                                                           |
| Джордж Майкен       | 1948—1956                       | Миннеаполис Лейкерс |
| Эрл Монро           | 1967—1980                       | Балтимор Буллетс, Нью-Йорк Никс                                                                                               |
| Карл Мэлоун         | 1985—2003                       | Юта Джаз, Лос-Анджелес Лейкерс                                                                                                |
| Мозес Мэлоун        | 1976—1995                       | Буффало Брэйвс, Хьюстон Рокетс, Филадельфия Севенти Сиксерс, Вашингтон Буллетс, Атланта Хокс, Милуоки Бакс, Сан-Антонио Спёрс |
| Хаким Оладжьювон    | 1984—2002                       | Хьюстон Рокетс, Торонто Рэпторс                                                                                               |
| Шакил О'Нил         | 1992—2011                       | Орландо Мэджик, Лос-Анджелес Лейкерс, Майами Хит, Финикс Санз, Кливленд Кавальерс, Бостон Селтикс                             |
| Боб Петтит          | 1954—1965                       | Милуоки / Сент-Луис Хокс |
| Скотти Пиппен       | 1987—2004                       | Чикаго Буллз, Хьюстон Рокетс, Портленд Трэйл Блэйзерс                                                                         |
| Роберт Пэриш        | 1976—1997                       | Голден Стэйт Уорриорз, Бостон Селтикс, Шарлотт Хорнетс, Чикаго Буллз                                                          |
| Билл Расселл        | 1956—1969                       | Бостон Селтикс |
| Уиллис Рид          | 1964—1974                       | Нью-Йорк Никс |
| Оскар Робертсон     | 1960—1974                       | Цинциннати Роялз, Милуоки Бакс                                                                                                |
| Дэвид Робинсон      | 1989—2003                       | Сан-Антонио Спёрс |
| Джон Стоктон        | 1984—2003                       | Юта Джаз |
| Нейт Термонд        | 1963—1977                       | Сан-Франциско / Голден Стэйт Уорриорз, Чикаго Буллз, Кливленд Кавальерс                                                       |
| Айзея Томас         | 1981—1994                       | Детройт Пистонс |
| Ленни Уилкенс       | 1960—1975                       | Атланта Хокс, Сиэтл Суперсоникс, Кливленд Кавальерс, Портленд Трэйл Блэйзерс                                                  |
| Билл Уолтон         | 1974—1987                       | Портленд Трэйл Блэйзерс, Сан-Диего / Лос-Анджелес Клипперс, Бостон Селтикс                                                    |
| Джеймс Уорти        | 1982—1994                       | Лос-Анджелес Лейкерс |
| Джерри Уэст         | 1960—1974                       | Лос-Анджелес Лейкерс |
| Уолт Фрейзер        | 1967—1980                       | Нью-Йорк Никс, Кливленд Кавальерс                                                                                             |
| Джон Хавличек       | 1962—1978                       | Бостон Селтикс |
| Элвин Хейз          | 1968—1984                       | Сан-Диего / Хьюстон Рокетс, Балтимор / Кэпитал / Вашингтон Буллетс                                                            |
| Уилт Чемберлен      | 1959—1973                       | Филадельфия / Сан-Франциско Уорриорз, Филадельфия Севенти Сиксерс, Лос-Анджелес Лейкерс                                       |
| Дольф Шейес         | 1948—1964                       | Сиракьюс Нэйшионалз / Филадельфия Севенти Сиксерс                                                                             |
| Билл Шерман         | 1950—1961                       | Вашингтон Кэпитолс, Бостон Селтикс                                                                                            |
| Патрик Юинг         | 1985—2002                       | Нью-Йорк Никс, Сиэтл Суперсоникс, Орландо Мэджик                                                                              |

## 10 величайших тренеров в истории НБА
Помимо 50 величайших игроков были выбраны 10 лучших тренеров в истории НБА. Составление списка доверили представителям СМИ, регулярно освещающим НБА. Все 10 тренеров были живы на момент голосования, четверо из них — Фил Джексон, Дон Нельсон, Пэт Райли и Ленни Уилкенс — продолжали работать с клубами НБА. Со времени оглашения списка пятеро тренеров умерли: Рэд Хольцман в 1998 году, Рэд Ауэрбах в 2006 году, Чак Дэйли в 2009 году, Джек Рамси в 2014 году и Джон Кундла в 2017. Из десяти тренеров лишь Нельсону не удавалось привести команду НБА к чемпионскому титулу, хотя он пять раз становился чемпионом НБА в качестве игрока.
| ^   | Выделены тренеры, до сих пор продолжающие работать      |
| *   | Выбраны в Баскетбольный зал славы                       |
| *^  | Работающие тренеры, избранные в Баскетбольный зал славы |
| Год | Год избрания в Баскетбольный зал славы                  |

| Тренер         | Команды (год) | Тренерский рекорд                | Чемпион НБА как тренер                                                | Титул Тренер года НБА         | Год  | Прим.  |
| -------------- | --- | -------------------------------- | --------------------------------------------------------------------- | ----------------------------- | ---- | ------ |
| Рэд Ауэрбах*   | Вашингтон Кэпитолс (1946—1949) Три-Ситис Блэкхокс (1949—1950) Бостон Селтикс (1950—1965)                                                                                                   | 938—479 (.662)                   | 9 (1957, 1959, 1960, 1961, 1962, 1963, 1964, 1965, 1966)              | 1 (1964/65)                   | 1969 | [ 1 ]  |
| Чак Дэйли*     | Кливленд Кавальерс (1982) Детройт Пистонс (1983—1992) Нью-Джерси Нетс (1992—1994) Орландо Мэджик (1997—1999)                                                                               | 564—379 (.598) 638-437 (.593)    | 2 (1989, 1990)                                                        | —                             | 1994 | [ 2 ]  |
| Билл Фитч      | Кливленд Кавальерс (1970—1979) Бостон Селтикс (1979—1983) Хьюстон Рокетс (1983—1988) Нью-Джерси Нетс (1989—1992) Лос-Анджелес Клипперс (1994—1998)                                         | 944—1106 (.460)                  | 1 (1981)                                                              | 2 (1975/76, 1979/80)          | —    | [ 3 ]  |
| Рэд Хольцман*  | Милуоки/Сент-Луис Хокс (1954—1956) Нью-Йорк Никс (1967—1982) | 696—604 (.535)                   | 2 (1970, 1973)                                                        | 1 (1969/70)                   | 1986 | [ 4 ]  |
| Фил Джексон*^  | Чикаго Буллз (1989—1998) Лос-Анджелес Лейкерс (1999—2004, 2005—2011) | 414—160 (.721) 1098-460 (.705)   | 11 (1991, 1992, 1993, 1996, 1997, 1998, 2000, 2001, 2002, 2009, 2010) | 1 (1995/96)                   | 2007 | [ 5 ]  |
| Джон Кундла*   | Миннеаполис Лейкерс (1948—1959) | 423—302 (.583)                   | 5 (1949 1950, 1952, 1953, 1954)                                       | —                             | 1995 | [ 6 ]  |
| Дон Нельсон^   | Милуоки Бакс (1976—1987) Голден Стэйт Уорриорз (1988—1995, 2006—2010) Нью-Йорк Никс (1995—1996) Даллас Маверикс (1997—2005)                                                                | 851—629 (.575) 1335-1063 (.557)  | —                                                                     | 3 (1982/83, 1984/85, 1991/92) | 2012 | [ 7 ]  |
| Джек Рамси*    | Филадельфия 76 (1968—1972) Баффало Брэйвз (1972—1976) Портленд Трэйл Блэйзерс (1976—1986) Индиана Пэйсерс (1986—1988)                                                                      | 864—783 (.525)                   | 1 (1977)                                                              | —                             | 1992 | [ 8 ]  |
| Пэт Райли*     | Лос-Анджелес Лейкерс (1981—1990) Нью-Йорк Никс (1991—1995) Майами Хит (1995—2003, 2005—2008)                                                                                               | 798—339 (.702) 1210-694 (.636)   | 5 (1982, 1985, 1987, 1988, 2006)                                      | 3 (1989/90, 1992/93, 1996/97) | 2008 | [ 9 ]  |
| Ленни Уилкенс* | Сиэтл Суперсоникс (1969—1972, 1977—1985) Портленд Трэйл Блэйзерс (1974—1976) Кливленд Кавальерс (1986—1993) Атланта Хокс (1993—2000) Торонто Рэпторс (2000—2003) Нью-Йорк Никс (2004—2005) | 1014—850 (.544) 1332-1155 (.536) | 1 (1979)                                                              | 1 (1993/94)                   | 1998 | [ 10 ] |

## 10 лучших команд в истории НБА
| Сезон   | Команда              | Статистика   | Выступление в плей-офф | Состав и главный тренер | Игроки, избранный в Зал славы                      | Игроки из списка 50 величайших игроков | Прим.  |
| ------- | -------------------- | ------------ | ---------------------- | --- | -------------------------------------------------- | -------------------------------------- | ------ |
| 1964/65 | Бостон Селтикс       | 62–18 (.775) | Выиграли в финале 1965 | Рон Бонем, Мел Каунтс, Джон Хавличек, Том Хейнсон, Кей Си Джонс, Сэм Джонс, Вилли Ноллс , Бево Нордманн, Билл Расселл, Сатч Сандерс, Ларри Сигфрид, Джон Томпсон, Джерри Уорд, тренер Ред Ауэрбах                                                           | 5 (К. Джонс, С. Джонс, Хейнсон, Расселл, Хавличек) | 3 (С. Джонс, Расселл, Хавличек)        | [ 11 ] |
| 1966/67 | Филадельфия 76       | 68–13 (.840) | Выиграли в финале 1967 | Уилт Чемберлен, Ларри Костелло, Билли Каннингем, Дэйв Гэмби, Хэл Грир, Мэтт Гукас, Люсиус Джексон, Уоли Джонс, Билл Мелчионни, Чет Уокер, Боб Уэйсс, тренер Алекс Ханнум                                                                                    | 4 (Грир, Чемберлен, Каннингем, Уокер)              | 3 (Грир, Чемберлен, Каннингем)         | [ 12 ] |
| 1969/70 | Нью-Йорк Никс        | 60–22 (.732) | Выиграли в финале 1970 | Дик Барнетт, Нэйт Боуман, Билл Брэдли, Дэйв Дебуше, Уолт Фрейзер, Билл Хоскет, Дон Мэй, Уиллис Рид, Майк Риордан, Кэззи Расселл, Дэйв Стэллуорт, Джон Уорренn, тренер Ред Холцман                                                                           | 4 (Фрейзер, Брэдли, Дебуше, Рид)                   | 3 (Фрейзер, Дебуше, Рид)               | [ 13 ] |
| 1971/72 | Лос-Анджелес Лейкерс | 69–13 (.841) | Выиграли в финале 1972 | Элджин Бэйлор, Уилт Чемберлен, Джим Климонс, Лерой Эллис, Кейт Эриксон, Гейл Гудрич, Хэппи Хейрстон, Джим Макмиллиан, Пэт Райли, Флинн Робинсон, Джон Трэпп, Джерри Уэст, тренер Билл Шерман                                                                | 4 (Гудрич, Уэст, Чемберлен, Бэйлор)                | 3 (Уэст, Чемберлен, Бэйлор)            | [ 14 ] |
| 1982/83 | Филадельфия 76       | 65–17 (.793) | Выиграли в финале 1983 | Джей Джей Андерсон, Морис Чикс, Эрл Кьюртон, Франклин Эдвардс, Джулиус Ирвинг, Марк Айаварон, Клемон Джонсон, Реджи Джонсон, Бобби Джонс, Мозес Мэлоун, Марк Макнамара, Клинт Ричардсон, Russ Schoene, Эндрю Тоуни, тренер Билли Каннингем                  | 2 (Ирвинг, Мэлоун)                                 | 2 (Ирвинг, Мэлоун)                     | [ 15 ] |
| 1985/86 | Бостон Селтикс       | 67–15 (.817) | Выиграли в финале 1986 | Дэнни Эйндж, Ларри Бёрд, Рик Карлайл, Деннис Джонсон, Грег Кайт, Кевин Макхейл, Роберт Пэриш, Джерри Сичтинг, Дэвид Тёрдкилл, Сэм Винсент, Билл Уолтон, Скотт Уэдман, Слай Уилльямс, тренер Кей Си Джонс                                                    | 5 (Макхейл, Бёрд, Пэриш, Уолтон, Джонсон)          | 4 (Макхейл, Бёрд, Пэриш, Уолтон)       | [ 16 ] |
| 1986/87 | Лос-Анджелес Лейкерс | 65–17 (.793) | Выиграли в финале 1987 | Карим Абдул-Джаббар, Эдриан Бранч, Френк Бриковски, Майкл Купер, Эй Си Грин, Мэджик Джонсон, Уэс Мэттьюз, Курт Рэмбис, Майк Смрек, Байрон Скотт, Билли Томпсон, Майкл Томпсон, Джеймс Уорти, тренер Пэт Райли                                               | 3 (Джонсон, Уорти, Абдул-Джаббар)                  | 3 (Джонсон, Уорти, Абдул-Джаббар)      | [ 17 ] |
| 1988/89 | Детройт Пистонс      | 63–19 (.768) | Выиграли в финале 1989 | Марк Агирре, Адриан Дантли, Дэррил Доукинс, Феннис Дембо, Джо Думарс, Джеймс Эдвардс, Стив Харрис, Винни Джонсон, Билл Лэймбир, Джон Лонг, Рик Махорн, Пэйс Мэннион, Деннис Родман, Джим Ровински, Джон Сэлли, Айзея Томас, Майкл Уильямс, тренер Чак Дэйли | 4 (Томас, Думарс, Дантли, Родман)                  | 1 (Томас)                              | [ 18 ] |
| 1991/92 | Чикаго Буллз         | 67–15 (.817) | Выиграли в финале 1992 | Би Джей Армстронг, Билл Картрайт, Хорас Грант, Боб Хэнсен, Крэйг Ходжес, Деннис Хопсон, Майкл Джордан, Стэйси Кинг, Клифф Левингстон, Чак Невитт, Джон Пакссон, Уилл Пердью, Скотти Пиппен, Марк Рэндалл, Рори Спарроу, Скотт Уильямс, тренер Фил Джексон   | 2 (Джордан, Пиппен)                                | 2 (Джордан, Пиппен)                    | [ 19 ] |
| 1995/96 | Чикаго Буллз         | 72–10 (.878) | Выиграли в финале 1996 | Рэнди Браун, Джад Бюхлер, Джейсон Каффей, Джеймс Эдвардс, Джек Хейли, Рон Харпер, Майкл Джордан, Стив Керр, Люк Лонгли, Тони Кукоч, Скотти Пиппен, Деннис Родман, Джон Сэлли, Дикей Симпкинс, Билл Веннингтон, тренер Фил Джексон                           | 3 (Джордан, Пиппен, Родман)                        | 2 (Джордан, Пиппен)                    | [ 20 ] |